# فرانسیسکو سانتوز
فرانسیسکو سانتوز (به انگلیسی: Francisco Santos) (زادهٔ ۱۷ مهٔ ۱۹۶۲) شناگر اهل آنگولا است.